# مادلین ریرا
مادلین ریرا (انگلیسی: Madelin Riera؛ زادهٔ ۷ اوت ۱۹۸۹) بازیکن فوتبال اهل اکوادور است.
وی همچنین در تیم ملی فوتبال اکوادور بازی کرده‌است.